# Университет Ла Троба

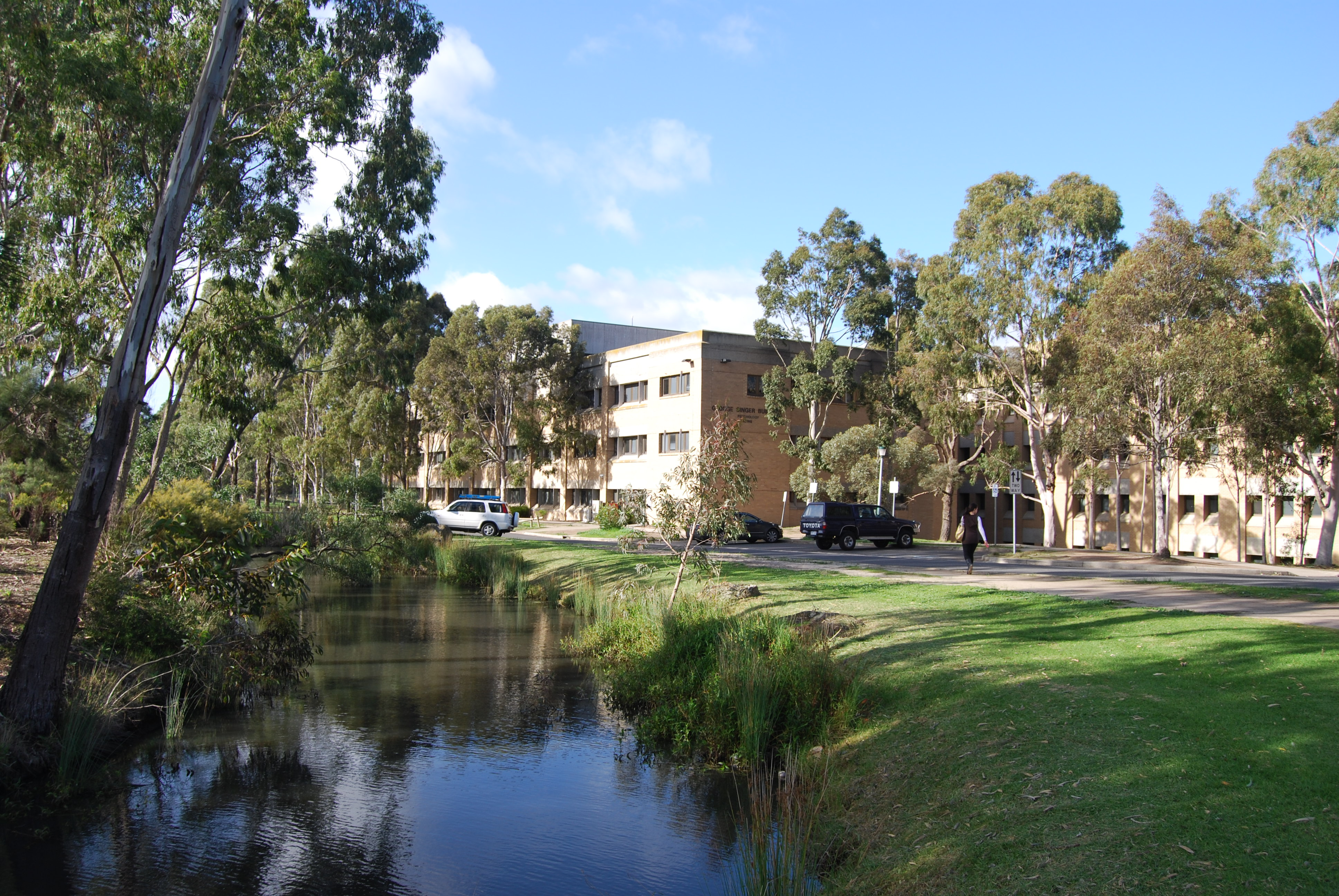

Университет Ла Троба (англ. La Trobe University) — высшее государственное учебное заведение, расположенное в Мельбурне, штат Виктория, Австралия. Кампусы в городах Бендиго, Уодонга, Милдьюра, Шеппартон. Назван в честь английского писателя, альпиниста, первого лейтенант-губернатора штата Виктория Чарльза Ла Троба (Латроба).
Основан в 1967 году в соответствии с постановлением парламента штата Виктория. Стал третьим университетом в штате Виктория и двенадцатым университетом в Австралии. В 2015 вошёл в число лучших 100 университетов за последние 50 лет по версии the Times Higher Education World University Rankings
В 2015 в университете обучалось 36,278 студентов и работало более 5 000 преподавателей и сотрудников.
Девиз университета «Qui cherche trouve», в переводе с французского «Кто ищет, тот найдёт».

## Факультеты

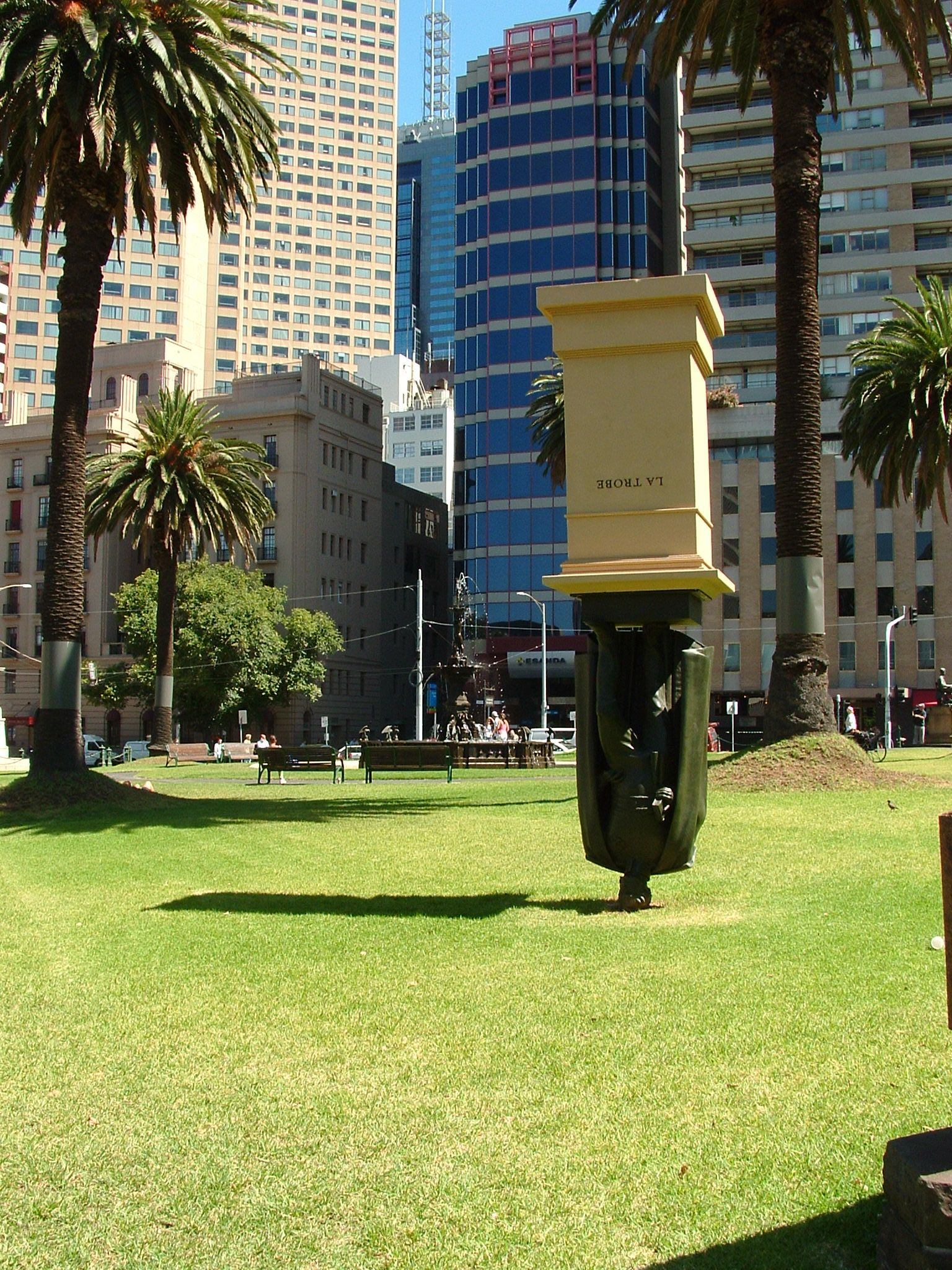
Памятник Ч. Ла Тробу в Мельбурне близ университета его имени

Подготовка студентов осуществляется на 5 факультетах:
- Образования
- Здравоохранения
- Гуманитарных и общественных наук
- Права и управления
- Технологий, точных наук и инженерии